# Ford Galaxie
Ne doit pas être confondu avec le monospace Ford Galaxy

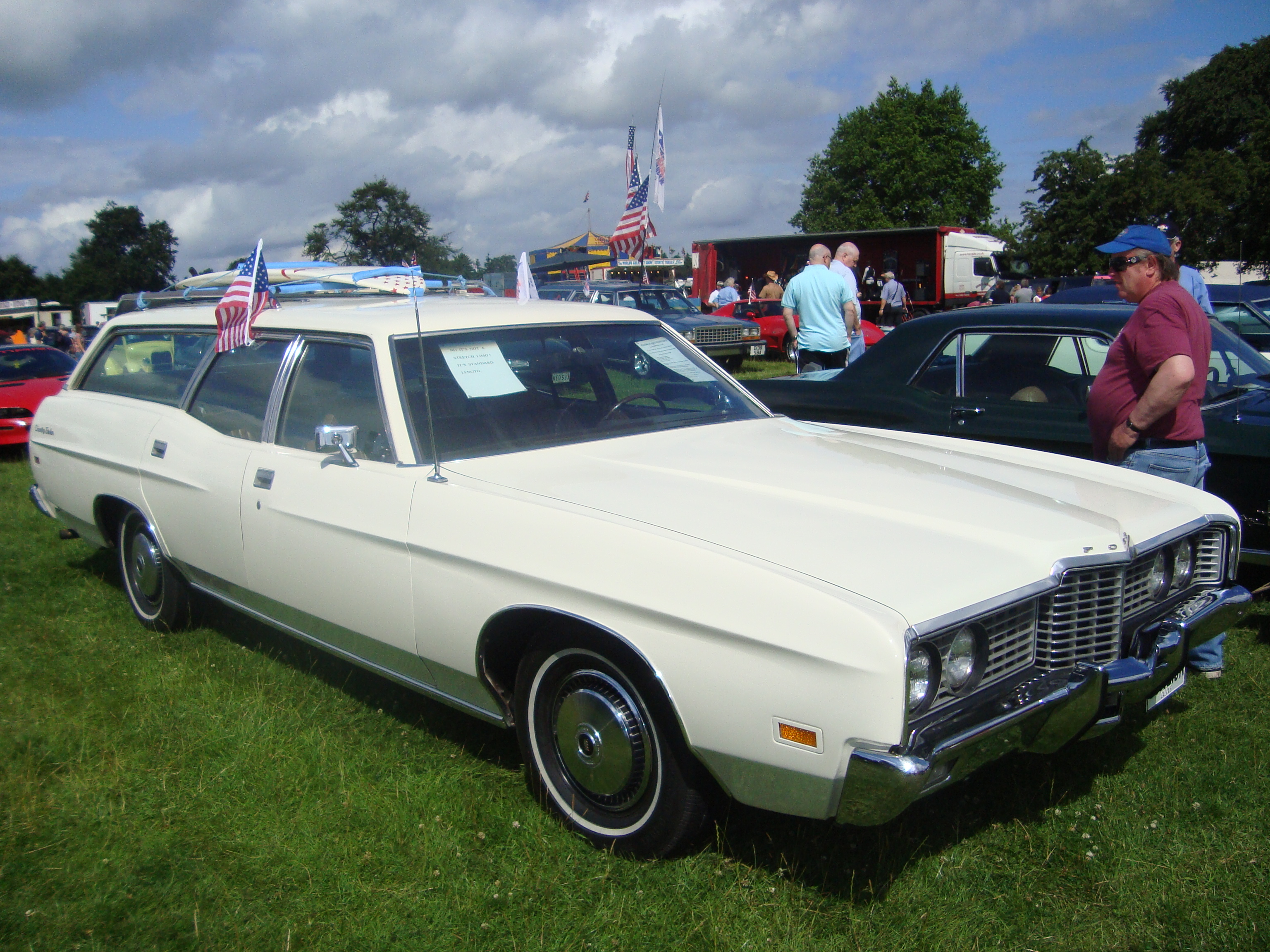
Ford Galaxie Station Wagon (1972).

La Ford Galaxie est une voiture de tourisme full-size produite par le constructeur automobile américain Ford de 1958 à 1974, en quatre générations. Chaque génération comportait les versions berline, station wagon, coupé et cabriolet. 
Le nom « galaxie » fait référence à la course à l'espace et le nombre « 500 » est inspiré de la victoire de Ford à la course Daytona 500 de 1958. Ce nom a été utilisé pour les modèles phares de la gamme Ford de 1958 à 1961.
Il s'agissait initialement de la version luxe de la Ford Fairlane. Elle sera ensuite commercialisée en tant que modèle autonome à partir de 1960.
Une des particularités du modèle est la présence d'imposants moteurs V8 sous le capot. Durant les années 1960, les plus gros moteurs Ford ont équipé la voiture, d'une puissance qui variait entre 200 ch « communs » jusqu'à 400 ch, selon la cylindrée, ce qui en a fait une voiture « polyvalente », de la familiale à la voiture de sport.
Le véhicule a été commercialisé en plusieurs versions de carrosserie : Sedan (berline 3 volumes 4 portes), Sport Sedan (3 volumes, 4 portes sans montant central), Coupé (2 portes sans montant), Cabriolet, Pick-up (avec finition sophistiquée), Ranchero (camionnette avec finition rustique), Station Wagon (break 4 portes) et Ambulance (version allongée du SW).
La Ford Galaxie, après l'introduction sur le marché de sa remplaçante en 1965, la Ford LTD, a continué à être produite jusqu'en fin d'année 1974. 
La Galaxie était en concurrence avec d'autres voitures américaines dans le segment full-size, comme la Chevrolet Impala et la Plymouth Belvedere.
La gamme Ford Galaxie a connu quatre générations aux États-Unis :
- 1re génération : 1958-59
- 2e génération : 1960-64
- 3e génération : 1965-68
- 4e génération : 1969-74

## Production de la gamme Ford Galaxie aux États-Unis
| Année modèle - MY | Production Galaxie | Prod. totale gamme* |
| ----------------- | ------------------ | ------------------- |
| 1959              | 464.100            | 733.700             |
| 1960              | 289.268            | 461.092             |
| 1961              | 349.665            | 486.284             |
| 1962              | 446.195            | 575.846             |
| 1963              | 648.010            | 774.382             |
| 1964              | 593.533            | 923.232             |
| 1965              | 564.008            | 978.429             |
| 1966              | 597.002            | 1.034.930           |
| 1967              | 426.941            | 877.127             |
| 1968              | 448.376            | 920.247             |
| 1969              | 421.197            | 998.796             |
| 1970              | 351.938            | 850.315             |
| 1971              | 322.351            | 917.856             |
| 1972              | 269.199            | 832.273             |
| 1973              | 233.554            | 941.054             |
| 1974              | 117.801            | 519.916             |

(*) La production totale de la gamme comprend les versions Custom, Custom 500, Seven Litre, Station Wagon, LTD et tous les modèles Galaxie. La production du modèle Galaxie comprend les versions Galaxie, Galaxie 500, Galaxie 500XL, XL et Galaxie 500 LTD jusqu'en 1967.

## La version australienne

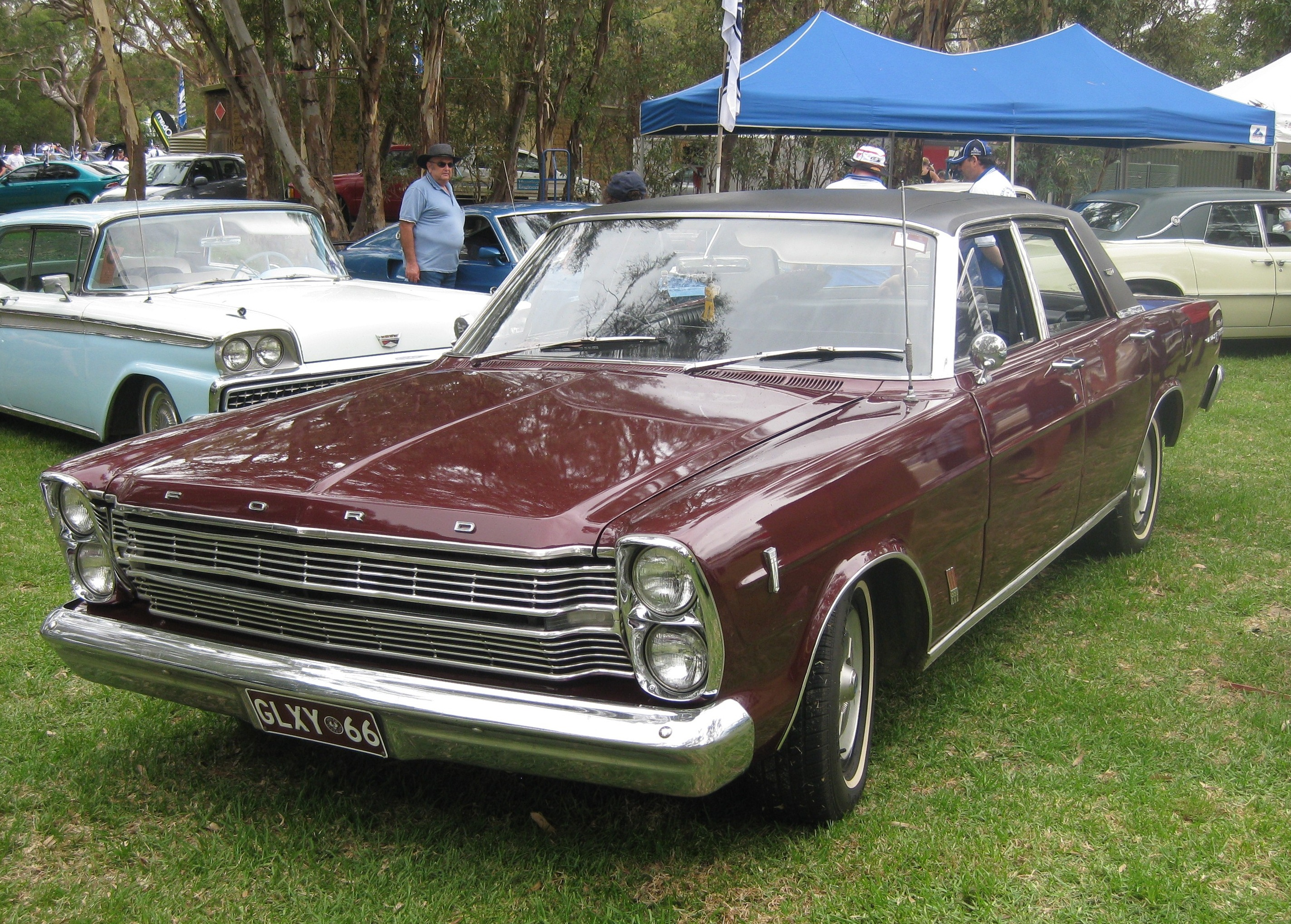
Ford Galaxie 500 australienne (1966)

La Ford Galaxie a été produite en Australie entre fin d'année 1964 et 1968. Le modèle de 1965, qui a été baptisé Galaxie GE par Ford Australia, a été assemblé dans l'usine Ford de Homebush West à Sydney et a été proposé en berline 4 portes avec un choix de moteurs V8 de 4,7 litres ou 6,4 litres. Les modèles de 1966, 1967 et 1968 ont également été assemblés à Homebush. À partir du MY 1969, le modèle a été importé des USA et la modification du poste de conduite de gauche à droite était réalisée dans l'usine Ford de Broadmeadows à Melbourne. Le MY 1969 a été commercialisé sous le nom de Galaxie LTD, comme les modèles suivants jusqu'à l'introduction de la Ford LTD développée localement en 1973.
L'assemblage en Australie des modèles Galaxie, de 1965 à 1968, a été réalisé à partir de kits CKD importés des USA. Au total, 3.124 véhicules ont été assemblés localement. Entre 1969 et 1972, 1.766 modèles Galaxie ont été convertis en conduite à droite.

## La version brésilienne

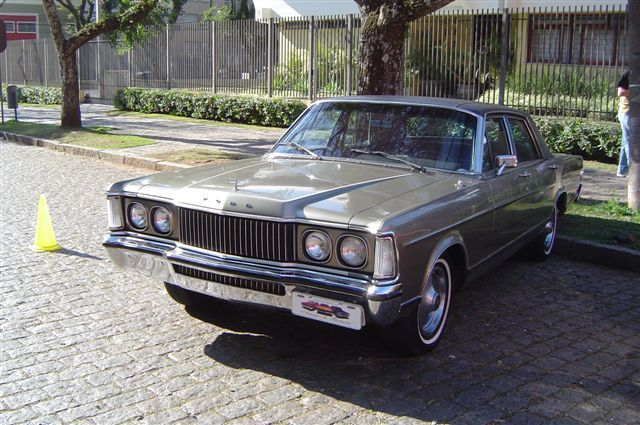
Ford Galaxie Landau (version brésilienne de luxe de la Galaxie 1982)

La version berline quatre portes de la Galaxie (3e génération 1966) a également été produite au Brésil sous les noms de Galaxie, Galaxie 500, LTD et Landau de 1967 à 1983 en 77.647 exemplaires. Deux exemplaires ont été utilisés comme voiture présidentielle jusqu'en 1990. Certaines d'entre elles fonctionnaient à l'éthanol pur E100.
La production brésilienne a commencé 16 janvier 1967 et s'est terminée le 16 février 1983. La berline 4 portes était la seule version de carrosserie disponible sur ce marché. La Ford Galaxie brésilienne de 1967 était identique à l'original américain de 1966. Le seul moteur disponible était le bloc Y, un V8 de 4,5 litres de cylindrée, avec un carburateur double corps.
Un important lifting a eu lieu en 1976 et Ford n'a pas hésité à parler de nouveau modèle avec un niveau de finition moins luxueux. Les phares sont devenus horizontaux et l'avant ressemblait à la Lincoln Continental de 1965. À partir de 1976, le moteur V8 Windsor de 4,9 litres avec un carburateur double corps a remplacé le bloc Y. La production du modèle s'est arrêtée en février 1983, remplacé, au Brésil, par la Ford Del Rey.